# Capela de São Miguel-o-Anjo
A Capela de São Miguel-o-Anjo está localizada na freguesia de Maximinos, cidade de Braga. Foi originalmente construída no início do século XVIII, na zona das Carvalheiras, perto da Sé de Braga e era o local onde os arcebispos se paramentavam para fazer a sua entrada solene na Sé.
Com o traçado de novos arruamentos, no início do século XIX, a capela ficou num cruzamento de ruas e surgiu a ideia de a deslocalizar. A opção tomada foi para o Bairro da Cruz de Pedra, perto da ‘futura’ Estação dos Caminhos de Ferro. A cidade estava em franco desenvolvimento para esta zona e era preciso um templo que prestasse apoio moral e religioso aos novos moradores. Também se considerou que perto da estação de comboios deveria existir uma igreja, onde os viajantes pudessem rezar e pedir protecção, antes ou depois das viagens.
Em 2016-2017 foi sujeita a profundas obras de reabilitação reabrindo a 11 de Abril de 2017. O valor global da intervenção foi superior a 140 mil euros, tendo sido efectuada uma candidatura a financiamento por parte da Comissão de Coordenação e Desenvolvimento Regional do Norte. Dessa candidatura resultou um apoio superior a 41 mil euros, sendo que o restante valor foi suportado por donativos ao longo de 20 anos. A cerimónia de inauguração foi presidida pelo Arcebispo Primaz, D. Jorge Ortiga e contou com a presença do presidente da câmara de Braga Ricardo Rio.